# Dipartimento di Madriz
Il dipartimento di Madriz è uno dei 15 dipartimenti del Nicaragua, il capoluogo è la città di Somoto.

## Comuni
1. Las Sabanas
2. Palacagüina
3. San José de Cusmapa
4. San Juan del Río Coco
5. San Lucas
6. Somoto
7. Telpaneca
8. Totogalpa
9. Yalagüina